# RS Berkane
RS Berkane este un club profesionist din Maroc, având sediul în orașul Berkane. Echipa evoluează în prima ligă marocană numită Botola Pro.